# 曙光路 (杭州)
曙光路是中华人民共和国浙江省杭州市杭州市西湖区的一条道路，东起保俶路，南至北山街和灵隐路口，全长2.6公里。道路两端分别与体育场路和杨公堤相连。

## 相交道路
↑向西接续体育场路
- 保俶路
- 杭大路
- 黄龙路
- 求是路
- 浙大路
- 里东山弄
- 东：北山街；西：灵隐路

↓向南接续杨公堤

## 地铁
- 杭大路口：3黄龙洞站

## 事件

### 树木迁移
为配合3号线曙光路沿线车站建设，曙光路一带尤其是黄龙洞站附近大约500棵树（其中大树160棵）被移除，引发争议。地铁集团回应称这些大树日后将不再迁回，地铁建成后将另外种植类似树种 。

### 街区提升改造
2024年11月，曙光路启动提升改造，今后将重点提升阅见曙光·文化会客厅（原西湖区文化馆区块）、白沙泉公园、少儿图书馆、浙江图书馆所在的几个片区，打造集“吃、游、购”于一体的城市漫步生活街区，升级为“曙光路城市漫步风情街区”，并于2024年内亮相。